# Charlyne Yi
 (février 2025).
Si vous disposez d'ouvrages ou d'articles de référence ou si vous connaissez des sites web de qualité traitant du thème abordé ici, merci de compléter l'article en donnant les références utiles à sa vérifiabilité et en les liant à la section « Notes et références ».
Charlyne Yi est une actrice, scénariste et musicienne américaine, née le 4 janvier 1986 à Los Angeles.

## Biographie
Charlyne Yi a des origines espagnole et philippine du côté de sa mère et des origines coréenne, française et allemande du côté de son père.
Après s’être inscrite à l’Université de Californie à Riverside, Charlyne Yi décide de laisser tomber ses études pour se consacrer à une carrière d’actrice. Elle suit ainsi des cours de théâtre à Los Angeles.
Elle obtient son premier rôle en 2006, en jouant dans un épisode de la sitcom Help Me Help You.
En 2007, Charlyne Yi fait ses premiers pas sur le grand écran dans la comédie En cloque, mode d'emploi avec Katherine Heigl et Seth Rogen, et en 2012 elle reprend le même rôle dans le spin-off 40 ans : Mode d'emploi avec Megan Fox et Paul Rudd. La même année, on l’aperçoit dans un épisode de la série Cold Case et un autre de la sitcom 30 Rock.
En 2008, elle décroche un rôle modeste dans Cloverfield de Matt Reeves et un autre dans Semi-pro de Kent Alterman.
C’est toutefois grâce à Paper Heart, sorti en 2009, qu’elle se fait connaître du public. Il s’agit d’un film mêlant fiction et documentaire, qu’elle a coécrit et qui tourne autour du thème de l’amour. Elle en partage l’affiche avec l’acteur canadien Michael Cera avec lequel elle entretient une relation qui prendra fin en juillet 2009. Paper Heart a été salué au Festival de Sundance où il rapporte à Charlyne Yi et Nicholas Jasenovec le prix Waldo Salt du scénario. La même année elle rejoint la distribution de la comédie All About Steve, réalisée par Phil Traill avec Sandra Bullock, Thomas Haden Church et Bradley Cooper.
En 2011, elle rejoint la distribution de la 8e et dernière saison de la série Dr House, où elle campe le rôle du Docteur Chi Park.
Charlyne Yi est également musicienne et joue de la guitare dans le groupe The Glass Beef.

## Filmographie

### Cinéma
| Année | Film                              | Réalisateur                          | Rôle                |
| ----- | --------------------------------- | ------------------------------------ | ------------------- |
| 2007  | En cloque, mode d'emploi          | Judd Apatow                          | Jodi                |
| 2008  | Cloverfield                       | Matt Reeves                          | Party Goer          |
| 2008  | Semi-pro                          | Kent Alterman                        | Wheelchair Jody     |
| 2009  | Paper Heart                       | Nicholas Jasenovec                   | Charlyne Yi         |
| 2009  | All About Steve                   | Phil Traill                          | Young Protester     |
| 2012  | 40 ans : Mode d'emploi            | Judd Apatow                          | Jodi                |
| 2014  | The Last Time You Had Fun         | Mo Perkins                           | Betty               |
| 2016  | Nerdland                          | Chris Prynoski                       | Becky (voix)        |
| 2017  | The Disaster Artist               | James Franco                         | Safowa Bright       |
| 2017  | Literally, Right Before Aaron     | Ryan Eggold                          | Claire              |
| 2017  | The Lego Ninjago Movie            | Charlie Bean, Paul Fisher, Bob Logan | Terri (voix)        |
| 2018  | Puppet Master: The Littlest Reich | Tommy Wiklund, Sonny Laguna          | Nerissa             |
| 2018  | Next Gen                          | Kevin R. Adams, Joe Ksander          | Mai Su (voix)       |
| 2018  | Seconde chance                    | Peter Segal                          | Ariana              |
| 2019  | Always Be My Maybe                | Nahnatchka Khan                      | Ginger              |
| 2019  | Steven Universe, le film          | Kevin R. Adams, Joe Ksander          | Ruby (voix)         |
| 2019  | Jexi                              | Jon Lucas, Scott Moore               | Elaine              |
| 2020  | Les Trolls 2 : Tournée mondiale   | Walt Dohrn, David P. Smith           | Pennywhistle (voix) |
| 2020  | Ours pour un et un pour t'ours    | Daniel Chong                         | Chloe Park (voix)   |
| 2021  | Happily                           | BenDavid Grabinski                   | Gretel              |
| 2021  | Les Mitchell contre les machines  | Mike Rianda                          | Abby Posey (voix)   |
| 2022  | Le Dragon de mon père             | Nora Twomey                          | Magda               |

### Télévision
| Année       | Séries                                         | Rôles                 | Notes                                                     |
| ----------- | ---------------------------------------------- | --------------------- | --------------------------------------------------------- |
| 2006        | Help Me Help You                               | Charlyne              | 1 épisode, "The Sheriff"                                  |
| 2007        | 30 Rock                                        | Grace                 | 1 épisode, "The C Word"                                   |
| 2007        | Cold Case                                      | Dorky Girl            | 1 épisode, "Stand Up and Holler"                          |
| 2007        | Powerloafing                                   | Executive Assistant   |                                                           |
| 2008        | Miss Guided                                    | Karey                 | 1 épisode, Pool Party                                     |
| 2011        | Love Bites                                     | Caissière de sex-shop | Épisodes : Pilote non-diffusé, Firsts                     |
| 2011        | Yo Gabba Gabba!                                | Edith                 | 1 épisode, épisode 55 Treasure                            |
| 2011 - 2012 | Dr House                                       | Dr Chi Park           | Saison 8                                                  |
| 2013        | Conan                                          | Elle-même             | Saison 3, épisode 135                                     |
| 2015        | Looking                                        | Cashier               | Saison 2, épisode 7, Looking for a Plot                   |
| 2015        | Steven Universe                                | Ruby                  | 12 épisodes, dont Jailbreak, Keystone Motel et The Answer |
| 2015        | We Bare Bears                                  | Chloe Park (voix)     | Rôle récurrent                                            |
| 2016        | Love                                           | Cori                  | Saison 1, rôle récurrent                                  |
| 2016        | Jane the Virgin                                | Angela                | Épisode : Chapter Thirty-Nine                             |
| 2016        | Future-Worm!                                   | Zoé (voix)            | Épisode : Bug vs. the Babysitter                          |
| 2017        | Twin Peaks: The Return                         | Ruby                  | Saison 3, épisode 15                                      |
| 2017        | Danger & Eggs                                  | Layla (voix)          | Episode : Keep Off the Grass/Pennies                      |
| 2017        | Room 104                                       | Gracie                | Épisode : FOMO                                            |
| 2018        | Lucifer                                        | Azraël                | Saison 3, épisode 25                                      |
| 2018        | DIY                                            | Eli (voix)            | Rôle récurrent                                            |
| 2018        | Summer Camp Island                             | Alice/Nancy (voix)    | Rôle récurrent                                            |
| 2019 - 2020 | Steven Universe Future                         | Ruby/Rubies (voix)    | 4 épisodes                                                |
| 2020        | Good Girls                                     | Lucy                  | Saison 3                                                  |
| 2021        | Tig n' Seek                                    | Georgia (voix)        | Épisode : Must Love Bugs                                  |
| 2022        | Le Cabinet de curiosités de Guillermo del Toro | Charlotte Xie         | Épisode 7 : L'exposition                                  |
| 2024        | Bandits, bandits                               | Judy                  | Rôle principal                                            |